# Tadeusz Olszewski
Tadeusz Olszewski (n. 18 august 1941 – d. 16 ianuarie 2020) a fost un poet, critic literar, jurnalist și călător polonez. A absolvit filologia poloneză în cadrul Universității din Varșovia. A debutat ca poet în paginile publicației „Nowa Kultura” (Noua Cultură).

## Opere literare

### Poezie
- Łagodność (1968)
- Autoportret rąk (1971)
- Prawie dom (1981)
- Nocny wariant (1986)
- Ciemna pamięć (1990)
- Galicja (1991)
- Jesień z Audenem (1992)
- Tropiki smutku (2009)
- Owoc tarniny (2013)

### Proză
- Zatoka Ostów (2008)